# Arianna Belardelli
Arianna Belardelli (Roma, 11 maggio 2007) è una ginnasta italiana, membro della nazionale italiana di ginnastica artistica femminile.
È la terza italiana, dopo Vanessa Ferrari ed Erika Fasana, ad aver eseguito il Silivas al corpo libero.

## Biografia
Inizia ginnastica artistica nella società romana La Fenice 2009, per trasferirsi alla Ginnastica Heaven, dove si allena con Mauro Di Rienzo.

## Carriera junior
Nel 2021 viene convocata al Trofeo di Combs La Ville, in cui conquista la medaglia di bronzo con la squadra, insieme a Letizia Saronni e Arianna Grillo.

## Carriera senior
Nel 2023, viene convocata al Trofeo Città di Jesolo, ma non vi prende parte. Esordisce, quindi, alla coppa del Mondo di Baku, dove ottiene 12.833 alle parallele asimmetriche, punteggio non sufficiente per accedere alla finale, mentre al corpo libero vince la medaglia d’argento (12.800) dietro alla francese Marine Boyer (12.833).
Nel mese di ottobre, viene convocata insieme ad Angela Andreoli, Alice D'Amato, Manila Esposito, Elisa Iorio e Veronica Mandriota ai Mondiali di Anversa, dove aiuta la squadra a qualificarsi per le Olimpiadi di Parigi 2024. Durante la finale a squadre contribuisce al quinto posto della squadra italiana.

### 2024
Il 7 febbraio torna in gara durante la prima tappa di serie A. Il 23 febbraio prende parte alla seconda tappa.